# 林伍德 (新澤西州)
林伍德（英語：Linwood）是一個位於美國新澤西州大西洋縣的城市。

## 人口
根據2020年美國人口普查的數據，林伍德的面積為10.91平方千米，當中陸地面積為9.87平方千米，而水域面積為1.04平方千米。當地共有人口6971人，而人口密度為每平方千米639人。